# Бруно III (Изенбург-Браунсберг)
Бруно III фон Изенбург-Браунсберг (на немски: Bruno III von Isenburg-Braunsberg; † ок. 1278/1279) е граф на Изенбург в Браунсберг от 1255 до 1278 г.

## Произход
Той е син на Бруно II фон Изенбург-Браунсберг († пр. 1256) и съпругата му Йохана. Сестра му Мехтилд († ок. 1280) е омъжена за Готфрид III фон Епщайн († 1293).

## Фамилия
Първи брак: със София фон Рункел († 26 март 1266), дъщеря на Зигфрид III фон Рункел. Те имат един син:
- Салентин

Втори брак: преди май 1270 г. с Изолда (Изабела) фон Хайнсберг († сл. 1287), дъщеря на Хайнрих I фон Хайнсберг († 1259). Те имат две деца:
- Йохан I († сл. 10 април 1327), граф на Изенбург-Браунсберг (1278 – 1327), женен I. пр. 19 април 1294 г. за Агнес фон Изенбург-Гренцау († 1316), дъщеря на Салетин II фон Изенбург и Кемпених и съпругата му Агнес фон Рункел; II. за Маргарета де Викероде
- Енгелберт († 1306), каноник в Кьолн и Лиеж